# Instituto Brasileiro de Informação em Ciência e Tecnologia
O Instituto Brasileiro de Informação em Ciência e Tecnologia (Ibict), órgão nacional de informação, unidade de pesquisa do Ministério da Ciência, Tecnologia e Inovação (MCTI), realiza estudos no campo da  ciência da informação e temas relacionados. O Ibict fica sediado em Brasília e possui uma coordenação de pesquisa e pós-graduação na sede do Centro Brasileiro de Pesquisas Físicas, junto ao campus da Praia Vermelha, da UFRJ, no bairro da Urca, Rio de Janeiro.
O Instituto, atualmente, no momento em que completa 50 anos de existência, vem acompanhando e internalizando as novas tecnologias de informação e comunicação e estimulando o empreendedorismo e a inovação. Nesse contexto, o Instituto, com o auxílio dessas tecnologias, vem assumindo o papel de agregador e integrador das iniciativas de informação científica e tecnológica no país.

## Histórico
O Ibict - Instituto Brasileiro de Informação em Ciência e Tecnologia nasceu a partir do antigo IBBD - Instituto Brasileiro de Bibliografia e Documentação.
O IBBD foi fundado em 1954 como órgão do então Conselho Nacional de Pesquisas (CNPq). A criação deste Instituto constituía uma ação de vanguarda, dado que apenas dois anos antes, a Rússia, que era à época um dos países mais desenvolvidos, criou o VINIT, órgão similar ao IBBD. A criação do IBBD se deu por influência externa, através da Unesco, em ação conjunta com a Fundação Getúlio Vargas (FGV), que estimulou a implantação do Instituto.
Desde a sua criação como IBBD, até o ano de 1976, já denominado Ibict, o Instituto tinha os seguintes objetivos: promover a criação e o desenvolvimento dos serviços especializados de bibliografia e documentação; estimular o intercâmbio entre bibliotecas e centros de documentação, no âmbito nacional e internacional; incentivar e coordenar o melhor aproveitamento dos recursos bibliográficos e documentários do país, tendo em vista, em particular, sua utilização pela comunidade científica e tecnológica.
Durante este período, o Instituto dispunha de um acervo bibliográfico em C&T que era o suporte para o atendimento direto do IBICT às necessidades de informação da comunidade científica brasileira. O Instituto desenvolvia também atividade de ensino e pesquisa, reconhecidos em nível nacional e internacional, sendo pioneiro na introdução no país de novas técnicas para o tratamento da informação, acompanhando tendências em nível internacional e contribuindo na formação de recursos humanos no país, na área de informação.
A transformação do IBBD em Ibict, a partir de 1976, teve como objetivo preencher uma lacuna do Sistema Nacional de Desenvolvimento Científico e Tecnológico, quanto à necessidade de fornecimento de informações em Ciência e Tecnologia. A ênfase era desenvolver uma rede de informação no país, envolvendo entidades atuantes em C&T, adotando-se para tanto, um modelo de sistema de informação descentralizado para o país.
Esse novo Instituto atuaria, assim, em âmbito nacional, na proposição e execução de políticas para o setor de informação científica e tecnológica, colaborando para o avanço da ciência e competitividade da tecnologia brasileira.
Hoje, a grande evolução das tecnologias da informação e comunicação provoca mudanças políticas e sociais, e os governos buscam se adequar às crescentes demandas da nova sociedade. Agora, o Ibict enfrenta os desafios de encontrar respostas inovadoras e tem como perspectiva facilitar o acesso de todos os cidadãos brasileiros a informações produzidas no país e exterior.